# Chaotic Dischord

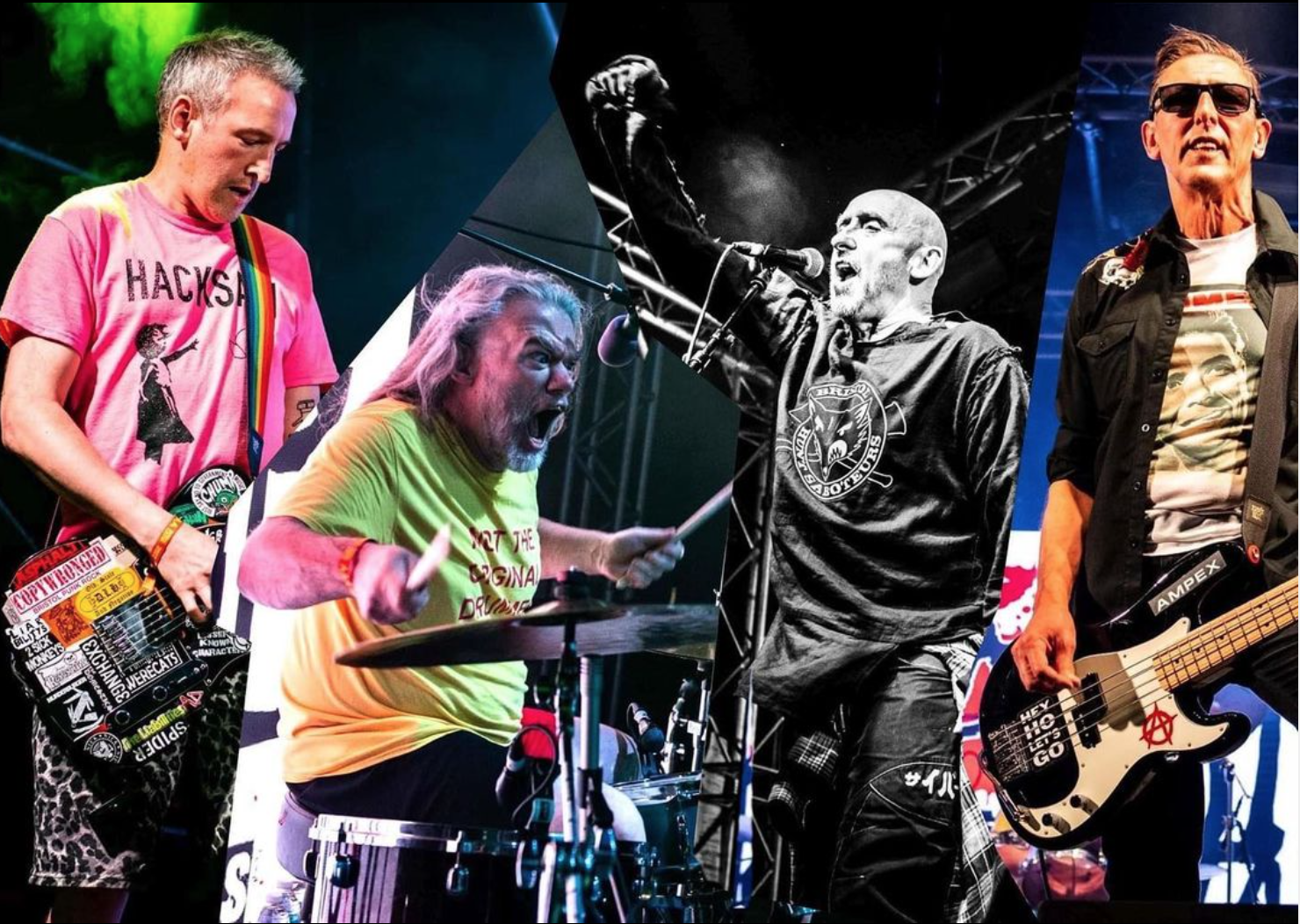
Chaotic Dischord (2022)

Chaotic Dischord (anfangs auch Chaotik Discord) ist eine 1981 in Bristol gegründete englische Hardcore-Punk-Band. 1988 aufgelöst, wurde sie 2019 neugegründet.

## Geschichte

### Entstehung
Die Gruppe wurde bekannt, nachdem dem Inhaber des Plattenlabels Riot City, Simon Edwards, eine Demokassette zugespielt worden war, als dieser die erste Langspielerveröffentlichung plante, die eine Kompilation werden sollte, für die er Bands suchte. Die Kassette, die mit Chaotic Discord beschriftet war, stammte von Musikern und Roadies der bekannten Punkband Vice Squad, die 1980 Mitbegründer von Riot City gewesen waren. Edwards nahm den Titel Glue Accident in seine Veröffentlichung auf, nahm die Gruppe unter Vertrag und finanzierte ihre ersten Veröffentlichungen, die Singles Fuck the World (Platz 7 der UK-Independentcharts) und Never Trust a Friend. 

### Erste Alben (1983–1984)
Nach den beiden erfolgreichen Singles setzten Chaotic Dischord auf dem ersten Album Fuck Religion, Fuck Politics, Fuck the Lot of You (1983) ihren Feldzug gegen die Regeln der Musik fort und verkauften etwa 10.000 Exemplare. Auf der Mini-LP Don't Throw It All Away waren als Gastmusiker Captain Sensible von The Damned und Knox von The Vibrators zu hören. 1984 erschien schließlich das Album Live in New York, bei dem es sich entgegen der Behauptung des Titels natürlich nicht um ein Livealbum handelte, sondern um Studiomaterial, das mit Tonaufnahmen einer tobenden Menschenmenge unterlegt worden war. Es war zugleich die letzte Plattenveröffentlichung des Labels, Riot City musste schließen. Noch im gleichen Jahr erschien auf dem Label Syndicate die LP Fuck Off You Cunt, die auch mit dem Namen der Band betitelt ist.

### Spätere Veröffentlichungen (1985–1988)
Das Erscheinen der Best-Of-Kompilation Now That's What I Call a Fucking Racket 1985 auf Not Very Nice Records zeigte, dass weiter Interesse an Chaotic Dischord bestand, woraufhin sie im Folgejahr die LP Goat Fucking Virgin Killers from Hell herausbrachten, das besser produziert und aufgenommen worden war.  1988 erschien noch Very Fuckin' Bad als Parodie auf Michael Jacksons damaligen Besteller Bad. 

### Nachwirkung
Bis heute gehört Chaotic Dischord zu den bedeutenderen Gruppen aus der Ära des harten UK-Punk der 1980er. Ihre alten Platten erscheinen weiterhin in Neuauflagen.

## Diskografie
- Fuck The World (Single, Riot City, 1982)
- Never Trust a Friend (Single, Riot City, 1982)
- Fuck Religion, Fuck Politics, Fuck the Lot of You (LP, Riot City, 1983)
- Don't Throw It All Away (Mini-LP, Riot City, 1983)
- Live in New York (LP, Riot City, 1984)
- Fuck Off You Cunt (LP, Syndicate Records, 1984)

Zuschreibung unsicher, 1995 Re-Release bei Step 1 Rec. als You Got to Be Obscene to be Heard
- Goat Fucking Virgin Killers from Hell (LP, Not Very Nice Rec., 1986)
- Very Fuckin' Bad (LP, Not Very Nice Rec., 1988)

### Kompilationen
- Now That's What I Call a Fucking Racket (Best-Of-LP, Not Very Nice Rec., 1985)
- Their Greatest Fuckin' Hits (Kompilation, Anagram 1996)
- The Riot City Years: 1982-1984 (Kompilation, Anagram 1996)